# Luci Atili (pretor 197 aC)
Luci Atili (en llatí: Lucius Atilius) va ser un magistrat romà del segle ii aC que formava part de la gens Atília.
Va ser pretor l'any 197 aC, i va governar la província de Sardenya.